# Ondenc

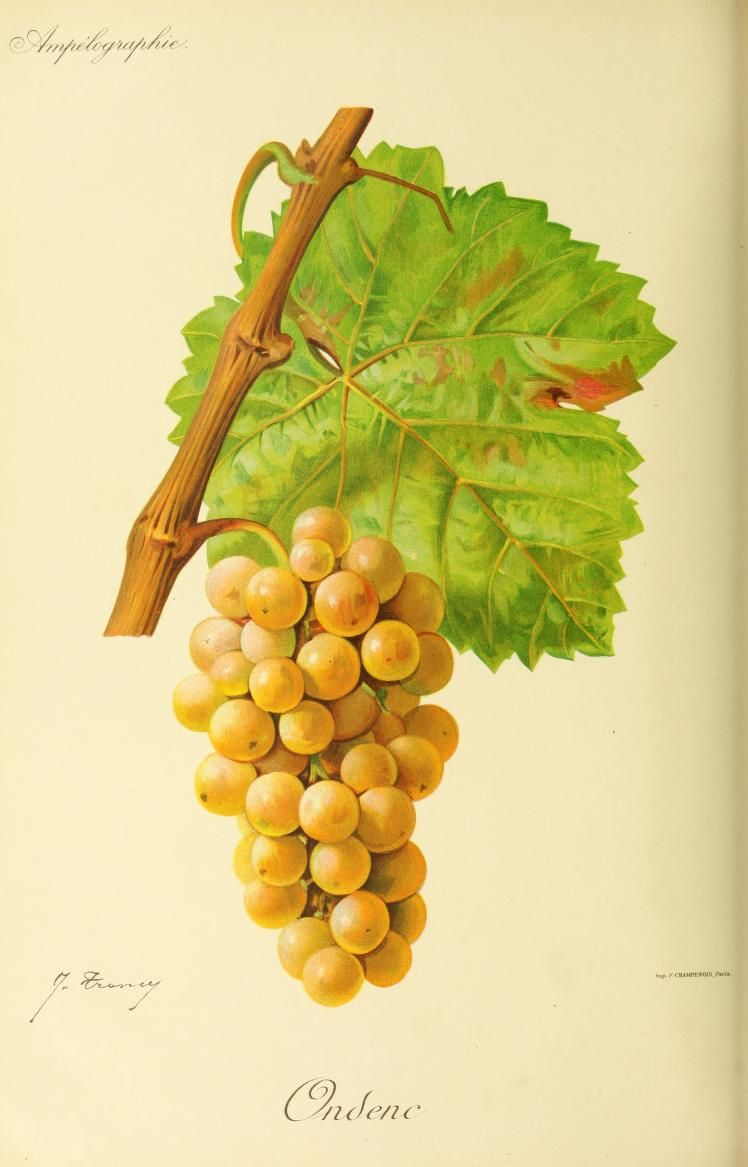
Ondenc

Die Weißweinsorte Ondenc war früher in der Weinbauregion Sud-Ouest in Südwest-Frankreich am Tal des Flusses Tarn zwischen Gaillac und Moissac weit verbreitet. Zugelassen ist die Sorte in den Appellationen Bergerac, Bordeaux, Côtes de Bergerac, Côtes de Duras, Gaillac, Gaillac-Premières Côtes und Vins de Lavilledieu. Dort wird sie als Verschnittwein eingesetzt. Ihre Weine sind fein, haben einen mittleren Alkoholgehalt und einen angenehmen Geschmack. Im Duft sind die Weißweine sehr neutral.
Obwohl die Rebsorte ertragsstark ist, ist ihr Anbau wirtschaftlich riskant, da sie sehr anfällig gegen Verrieselung, Rohfäule sowie Mehltau ist. In durch Wind getrockneten Lagen ist sie ideal eingesetzt. Aufgrund ihrer Nachteile ist die Sorte jedoch kaum noch in Gebrauch.
In größeren Mengen findet sich die Ondenc nur noch in Victoria, wo sie als Grundwein zur Herstellung von Schaumwein dient. In Australien kennt man sie unter den Namen „Irvine’s White“ oder „Sercial“, eine Tatsache, die im Jahr 1976 vom französischen Ampelographen Paul Truel erkannt wurde. Man findet die Ondenc auch in kleinen Mengen in Argentinien, Bulgarien, Spanien, Kroatien und Portugal. 
Die Ondenc wird auch zu Destillaten verarbeitet, wo sie exzellenten Weinbrand ergeben kann.
Zum gewerblichen Weinanbau sind in Frankreich die Klone 674, 675 und 676 zugelassen.
Siehe auch die Artikel Weinbau in Australien, Weinbau in Argentinien, Weinbau in Bulgarien, Weinbau in Frankreich, Weinbau in Kroatien, Weinbau in Portugal und Weinbau in Spanien sowie die Liste von Rebsorten.

## Synonyme
Ondenc ist auch unter folgenden Synonyme bekannt: Blanc de Gaillac, Oundenc, Oundenq und Plant de Gaillac bei Gaillac, Oudène (Saumur), Piquepoul de Moissac in den Départements Gers und Gironde, Primaï oder Primaïc bei Fronton, Printiou, Dourec oder Dourech im Béarn, Prendiou oder Prentiou in Oloron Sainte Marie, Raisin d'août des sables im Département Landes, Chalosse oder Chaloche im Département Charente-Maritime, Blanquette sucrée im Bergerac. Irvine’s White oder Sercial in Australien. Daneben sind noch die Namen Austenq, Bergeracois, Blanc select, Blanc selection carrière, Blanquette, Cu de Brecherou, Doudant blanc, Doundent, Fronsadais, Gaillac, Mauzac (nicht mit dem Mauzac zu verwechseln), Oeil de Tour, Ondain, Ondainc, Ondent, Ondin, Oustenc, Oustenq, Oustenque, Primard, Riverain, Sable blanc, Semis blanc, Sencit blanc, Sensit blanc.